# Kasper (skämttidning)

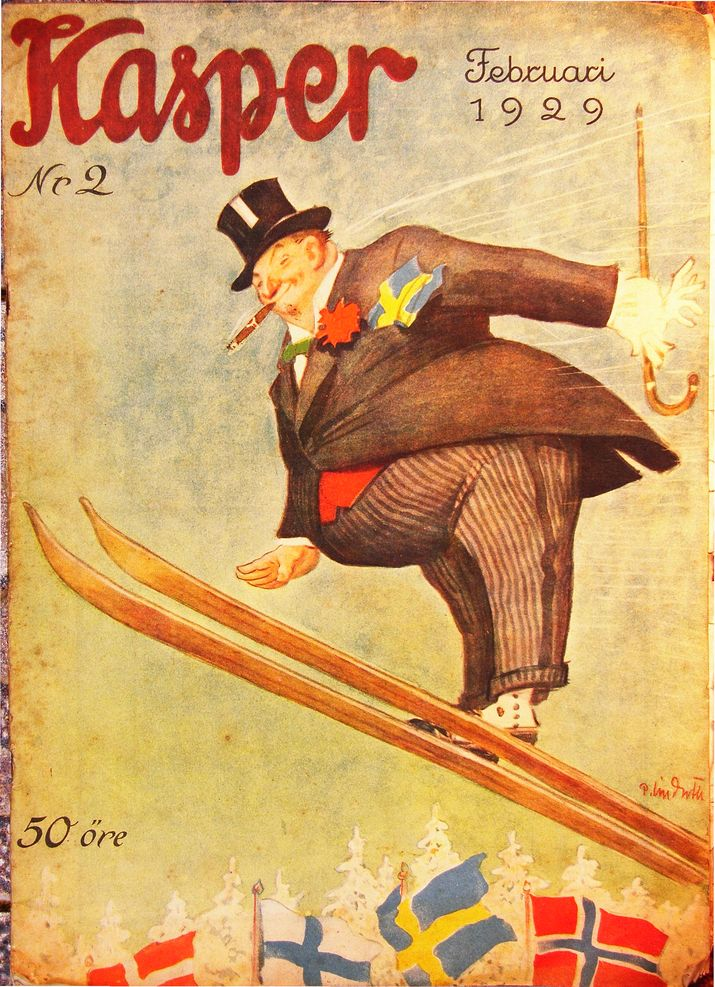
Framsida februari 1929 av Per Lindroth.

Kasper var en svensk skämttidning som utgavs en gång i veckan åren 1869–1930.
Tidningen grundades 4 december 1869 av Richard Gustafsson, som var dess redaktör fram till 1910. Under de första åren var upplagan 4000—5000 exemplar. Tidningen hade en politiskt radikal anstrykning.
Den inköptes senare av Åhlén & Åkerlunds förlag, och förenades 1927 med veckotidskriften Förgät mig ej (grundad 1895), samt upphörde 1930.
Kasper var under många år en av de mest lästa svenska skämttidningarna och innehöll bland annat karikatyrer, skämthistorier och kåserier.

## Medarbetare
Kända medarbetare var
- Carl Larsson, illustratör
- Vicke Andrén, illustratör
- Per Lindroth, illustratör
- Sigge Strömberg, redaktör 1920
- Emil Norlander, Chefredaktör 1921—1927
- Anna Myrberg, signaturen Svarta Masken